# Hyrule
El reino de Hyrule (ハイラル Hairaru?, pronunciado así: /ˈhаɪ raːl/, «HIGH-ral») es el mundo ficticio de ambientación medieval en el que toma lugar la serie de videojuegos de Nintendo, The Legend of Zelda. Ideado por Shigeru Miyamoto y habiendo sido destacado por su alto nivel de detalle, Hyrule está ya construido en los primeros juegos de The Legend of Zelda como un mundo no-lineal y en gran medida interactivo. Si historia abordada tanto como nación ficticia como mundo conceptual, está recogida en el libro The Legend of Zelda: Hyrule Historia.